# Umbelliferae of world
Umbelliferae of world (abreviado Umbelliferae World) es un libro con ilustraciones y descripciones botánicas que fue escrito por el botánico, ilustrador y destacadísimo orquideólogo japonés Minosuke Hiroe y publicado en Tokio en el año 1979.